# Tigray (provincia)
Tigray es una de las provincias históricas tradicionales de Etiopía. Entre los años 1942 y 1995 constituía una de las 14 provincias del país, de acuerdo a la organización administrativa vigente de la época. Corresponde básicamente a la actual región Tigray, en el norte del país, aunque sus fronteras fueron modificadas. La mayor parte de su población era de etnia tigray (o tigré). Su capital era la ciudad de Mekele.

## Historia

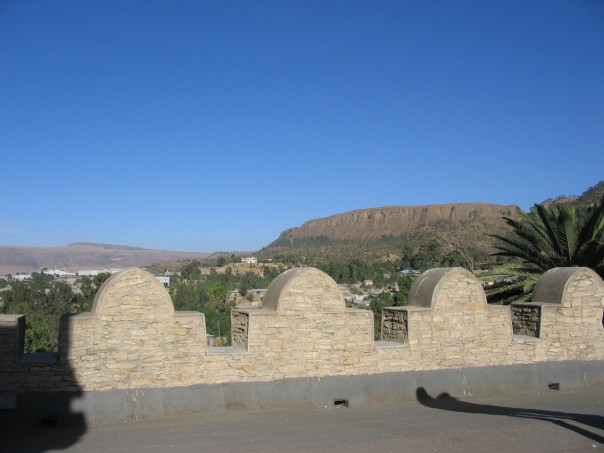
Vista de Tigray desde el palacio de Yohannes IV.

Desde el siglo I la zona fue poblada por grupos pre-tigray y pre-amhárico, que constituían las principales etnias del Reino de Aksum que gobernó el territorio desde el siglo I al siglo X. Su idioma, el tigriña proviene del Ge'ez, la lengua extinta de los antiguos etíopes, y es actualmente es uno de los idiomas oficiales de Etiopía.
El Libro de Axum, escrito y compilado antes del siglo XVIII, muestra un esquema tradicional de la provincia de Tigray con un mapa de la ciudad de Axum en su centro, rodeado por las 13 principales provincias de entonces: Tembien, Shire, Serae, Hamasien, Bur, Sam'a, Agame, Senayt Amba, Garalta, Enderta, y Sahart Abergele.
Durante la Edad Media, se creó el cargo de Tigray Mekonnen (Gobernador de Tigray), para gobernar la zona. El período de existencia del Tigray Mekonnen, coincide con el del Bahr Negus (rey), cuya frontera parece haber sido el río Mareb, que en la actualidad entre la provincia de Tigray en Etiopía y Eritrea.
En el siglo XVII, a causa de la sucesión de rebeliones contra Bahr negus Yeshaq, el poder del Tigray Makonnen aumentó, con respecto al del Negus Bahr, logrando una mayor influencia sobre el actual territorio de Eritrea, particularmente en el siglo XIX.
A mediados del siglo XIX, los señores de Tembien y Enderta consiguieron elegir al señor de Tigray, formando una nueva dinastía. Uno de sus miembros, Dejazmach Kassai Mercha, subió al trono imperial etíope en 1872 bajo el nombre de Yohannes IV. Luego de su muerte en la batalla de Gallabat, el trono de Etiopía pasó al control del negus de Shewa Menelik II, y el centro del poder se desplazó al sur del país.
Durante la ocupación italiana, entre 1936 y 1941 la provincia de Tigray fue dividida, y pasó a formar parte de los territorios de Amara y Eritrea, dos de las 6 provincias del África Oriental Italiana. Luego de la liberación, Tigray, pasó a ser una de las 14 provincias oficiales del país, hasta 1995, cuando la nueva constitución modificó la organización territorial de Etiopía. En 1974, en el contexto de la crisis por la caída de la monarquía, un exgobernador de la provincia, Mengesha Seyoum creó el Frente de Liberación del Tigray, primer grupo guerrillero independentista, que será decisivo en la caída del régimen socialista etíope, en una alianza con los rebeldes eritreos y otros grupos de oposición.

## Subdivisión territorial
Entre los años 1942 y 1995 la provincia de Tigray se encontraba subdivida en 8 awrajas, una entidad subprovincial en desuso que correspondería a un distrito. Estos eran: 
- Adwa
- Agame
- Axum
- Hulet Awlalo
- Inderta
- Raya and Azebo
- Shire
- Temben